# 月亮王朝
月亮王朝（羅馬化：Candravaṃśa）是古印度文献中描述的一个刹帝利世系。据说这个王朝是月神的后裔。黑天就出生在月亮王朝的雅度分支。
根据《百道梵书》的说法，洪呼王是部陀（月神旃陀罗之子）和伊羅（摩奴之女）的儿子。洪呼王的曾孙迅行有五个儿子，分别是雅度、杜尔婆薮、德卢修、阿奴和补卢。这些是吠陀经中提到的五个吠陀部落的名称。

据《摩诃婆罗多》记载，这个王朝的始祖是伊羅，波罗底湿陀那（pratishthana）的统治者，而他们的儿子兔印（Shashabindu）统治着巴赫利（Bahli）。伊羅的后裔被称为月种（Chandravanshi）或伊羅族（Aila），部陀之子洪呼王是月亮王朝第一位国王。

## 在摩诃婆罗多中
在印度教文献中，构成印度史诗《摩诃婆罗多》主题的俱盧之戰主要是在月亮王朝分支间进行，结果是阿周那离开战场并受到了导师黑天的谴责。黑天提醒阿周那，正法高于一切，并且这些话语构成了所有四个刹帝利家族不可或缺的文化基石。到俱盧战争结束后，雅度血统都处于濒危之中。多门城的沉没象征了整个雅度世系的毁灭，除了被阿周那拯救并后来成为秣菟罗国王的婆竭罗。